# Palazzo Giustiniani (Roma)
Palazzo Giustiniani, soprannominato il «piccolo Colle», è un palazzo di Roma, in via della Dogana Vecchia, nel rione Sant'Eustachio.
Nel palazzo hanno sede l'appartamento di rappresentanza del presidente del Senato, la sala Zuccari, gli uffici dei presidenti emeriti della Repubblica, dei presidenti emeriti del Senato, dei presidenti emeriti del Consiglio dei Ministri, dei senatori a vita, alcuni servizi e uffici dell'amministrazione.
Nei casi di supplenza del Presidente della Repubblica, la sala della Costituzione diventa l'ufficio del Presidente supplente.
Dal 1901 al 1985 è stato anche la sede dell'organizzazione massonica del Grande Oriente d'Italia.

## Storia
Fu costruito alla fine del XVI secolo per conto di monsignor Francesco Vento, ma fu acquistato nel 1590 da Giuseppe Giustiniani, un esponente della famiglia genovese che aveva governato l'isola di Chio. Il figlio di Giuseppe, cardinale Benedetto Giustiniani, unì ad esso altri edifici circostanti fino a ricomprendere l'intero isolato nei pressi del Pantheon.
L'edificio cinquecentesco, inizialmente edificato da Giovanni Fontana, con probabili interventi del più celebre fratello Domenico, subì varie modifiche per tutta la prima metà del XVII secolo fino all'intervento, nel 1650, di Borromini: a quest'ultimo si devono in particolare, all'esterno, il portone decentrato e il relativo balcone sovrastante che si vedono sul prospetto di via della Dogana Vecchia e, all'interno, l'elegante cortile attuale, con l'atrio caratterizzato dagli archi ribassati caratteristici dell'architettura borrominiana.
Quanto agli interni, Vincenzo Giustiniani, fratello del cardinale, aveva arricchito l'edificio di famiglia con numerosi bassorilievi tratti da sarcofaghi romani e con una collezione di circa 1600 pezzi, che venivano a comporre la famosa galleria del primo piano.
Tra di essi, vi erano reperti di statuaria antica, frutto della campagna di scavi che aveva avuto luogo in occasione dell'allargamento del palazzo; vi erano anche molti quadri, che comprendevano alcuni Giorgione, Tiziano, Raffaello e Caravaggio. Un dipinto di Nicolas Poussin, "quello del 1633-35 circa con Giunone e Argo (...), dall'inventario della collezione di Vincenzo Giustiniani del 1638, risulta fosse impiegato come una sovraporta a pendant con un perduto Paesaggio con il Mausoleo di Artemisia" attribuito ad Agostino Tassi.
Il primo censimento della collezione fu fatto da Joachim van Sandrart, artista olandese che visse nel palazzo dal 1633 al 1636: alla testa di una équipe che comprendeva Theodoor Matham, Reinier van Persijn, Cornelis Bloemaert e Michel Natalis, riprodusse in 153 tavole le sculture classiche che erano ospitate nella Galleria Giustiniana. Ma già la collezione di disegni commissionata da Cassiano dal Pozzo aveva raffigurato, decenni prima, tra le altre opere anche alcune delle più rimarchevoli statue o bassorilievi allora presenti nel palazzo.

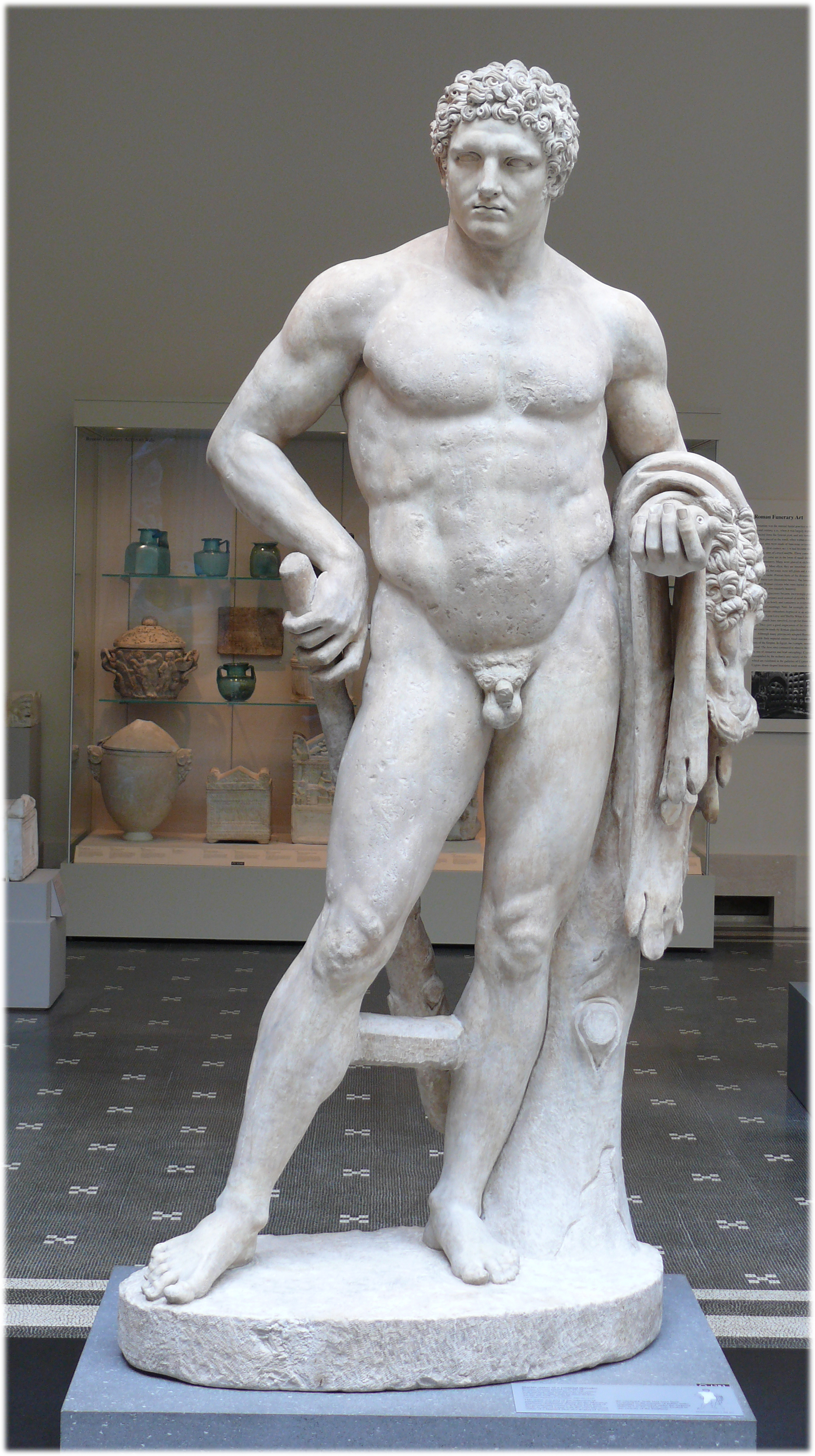
Ercole Giustiniani, primo impero, età flavia (68–98 dC); MET, New York

A metà Settecento Winckelmann includeva il palazzo nei luoghi del suo viaggio di studio in Italia: quanto meno le statue erano ancora visibili ai visitatori stranieri che conducevano il Grand Tour, che vi ammiravano, tra l'altro, una Minerva Giustiniani poi spostata in Vaticano. Ci fu anche chi lamentava che i pezzi fossero assemblati "senza ordine e senza grazia in una galleria priva di qualsivoglia ornamento: più un magazzino che una galleria". Ma nel secondo decennio del XIX secolo iniziò la dispersione di quella parte del patrimonio artistico della Galleria, che non era già confluito in altre collezioni.
Nel 1859, all'estinguersi del ramo principale della famiglia Giustiniani, il palazzo divenne proprietà dei Grazioli: costoro nel 1898 lo affittarono al Grande Oriente d'Italia che ne fece la propria sede il 21 aprile 1901, dando appunto il nome alla Massoneria di Palazzo Giustiniani;  soprannominato dagli adepti il "Vaticano Verde" o il "Vaticano dei 33", all'ultimo rinnovo delle cariche svoltosi al suo interno il palazzo giunse ad ospitare un'assemblea di quattrocento adepti. Nel febbraio 1911, dopo una lunga trattativa, il Grande Oriente d'Italia acquistò il famoso Palazzo Giustiniani, presso cui aveva istituito la propria sede dal 1901 e vi risiedeva anche il Supremo Consiglio del Rito scozzese antico ed accettato per la giurisdizione italiana, detto appunto "di Palazzo Giustiniani". Nel periodo della Massoneria, le statue di Palazzo Giustiniani vennero vendute per 275.000 lire al MET di New York guidato dal Conte Luigi Palma di Cesnola (primo direttore del Met dal 1879 al 1904) attraverso accordi di dubbia trasparenza e legalità.
All'inizio del 1926, il regime di Mussolini, dopo aver messo fuorilegge la Massoneria, acquisì l'edificio al demanio pubblico e ne concesse l'utilizzo al Senato, ma ne seguì un contenzioso regolato in via bonaria per mezzo secolo, in virtù del quale la parte del palazzo che si affacciava su piazza della Rotonda rimase nella disponibilità della Massoneria. Soltanto nel 1985 il Senato poté disporre di quasi tutto l'edificio, grazie ad un'intesa a seguito della quale la Massoneria trasferì la sua sede alla villa del Vascello sul Gianicolo.

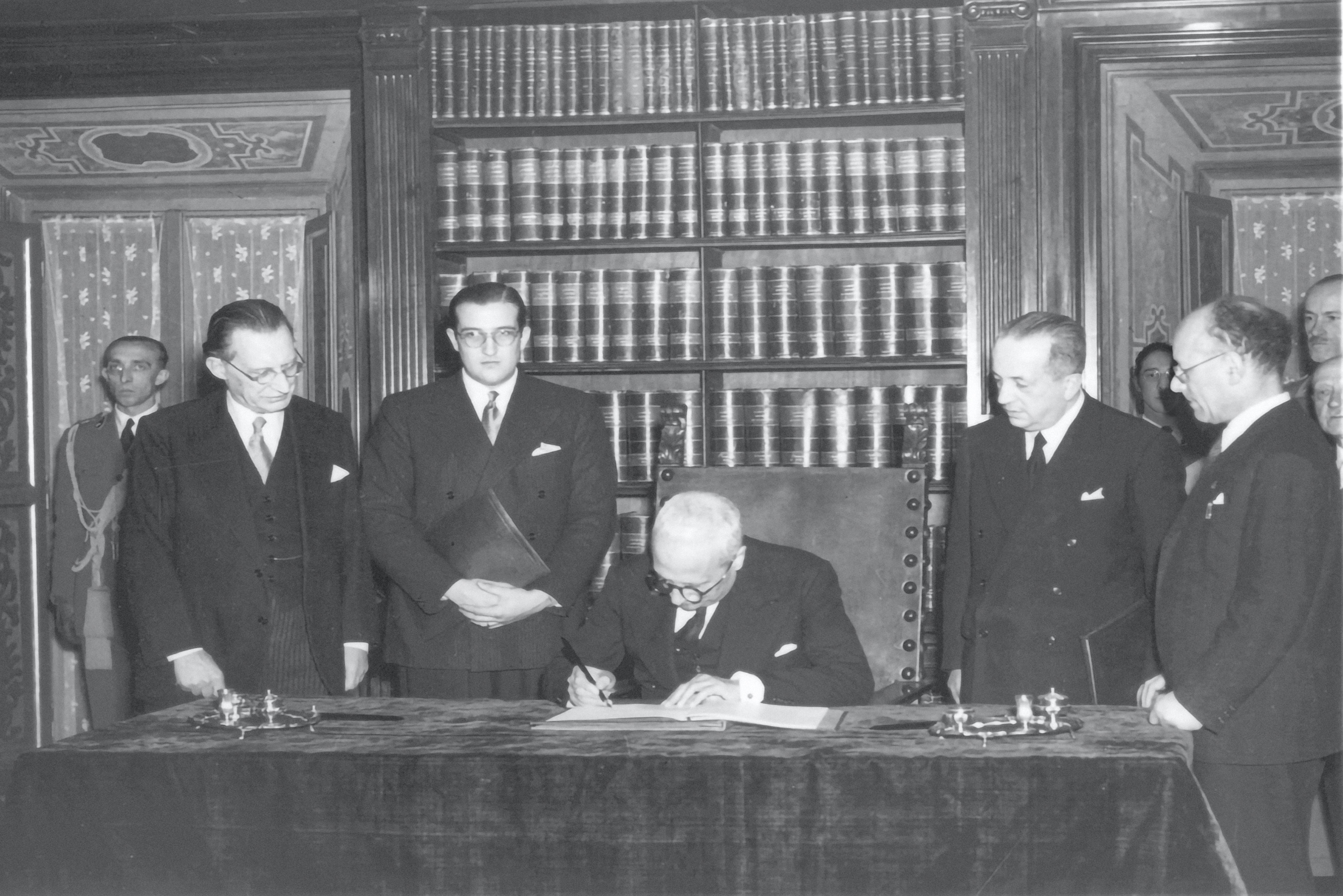
Enrico De Nicola firma la Costituzione il 27 dicembre 1947

Risalgono al 1938 i lavori con cui l'edificio fu collegato a Palazzo Madama, per il tramite di un passaggio sotterraneo tuttora esistente.
Fu utilizzata da Enrico De Nicola, capo provvisorio dello Stato come residenza ufficiale al posto del più impegnativo Palazzo del Quirinale, residenza prima dei Papi poi dei re d'Italia, e infine dei presidenti della Repubblica.
La firma della Costituzione repubblicana il 27 dicembre 1947 da parte del Capo provvisorio dello Stato Enrico De Nicola, il Presidente del Consiglio Alcide De Gasperi, il Presidente dell'Assemblea Costituente Umberto Terracini e il Guardasigilli Giuseppe Grassi avvenne nella Sala della Costituzione.
La consuetudine repubblicana vuole che, per lo svolgimento di consultazioni, il presidente del Senato ne metta a disposizione alcuni uffici al presidente del Consiglio incaricato, quando non è né deputato né senatore.
Nel 1991 vi fu un accordo col Grande Oriente d'Italia che prevedeva la cessione di 140 metri quadrati.
La Corte di Cassazione, a sezioni civili unite, con ordinanza del 26 gennaio 2024, ha stabilito che dovrà essere il TAR a pronunciarsi sulla legittimità del provvedimento col quale Mussolini espulse la (sede della) Massoneria da Palazzo Giustiniani.

## Descrizione

### Sala Zuccari
Il nome ufficiale è "grande Galleria di palazzo Giustiniani", ma è nota attualmente come sala Zuccari dal nome dell'artista Federico Zuccari che ne ha affrescato la volta, ed è l'unico ambiente ad essere rimasto pressoché inalterato durante le numerose ristrutturazioni di palazzo Giustiniani.
È interamente affrescata: nella volta sono raffigurati cinque episodi delle storie di Salomone (l'unzione di Salomone, la costruzione del Tempio di Gerusalemme, il giudizio di Salomone, i figli costretti a trafiggere il cadavere del padre e, l'incontro di Salomone con la regina di Saba) e le quattro virtù (Religione, Industria, Vigilanza, Eloquenza) attribuite al re d'Israele.
Negli angoli della volta sono raffigurati piccoli paesaggi, racchiusi in cornici circolari. Sulle pareti erano raffigurate diverse immagini femminili di virtù, ma attualmente ne rimane solo una, "La Temperanza", e solo alcuni frammenti delle altre. Le decorazioni sono ordinate entro una superficie decorata a grottesche e l'insieme è inoltre arricchito da alcuni arazzi seicenteschi.
Non sono comunque risolti completamente i problemi di attribuzione delle opere. Per il ciclo decorativo che risale al 1586-87, quando il palazzo non apparteneva ancora ai Giustiniani, sono confermati i nomi di Antonio Tempesta e Pietro Paolo Bonzi.